# Kennelbach
Kennelbach ist eine österreichische Gemeinde mit 1860 Einwohnern (Stand 1. Jänner 2025) im Bezirk Bregenz in Vorarlberg.

## Geografie

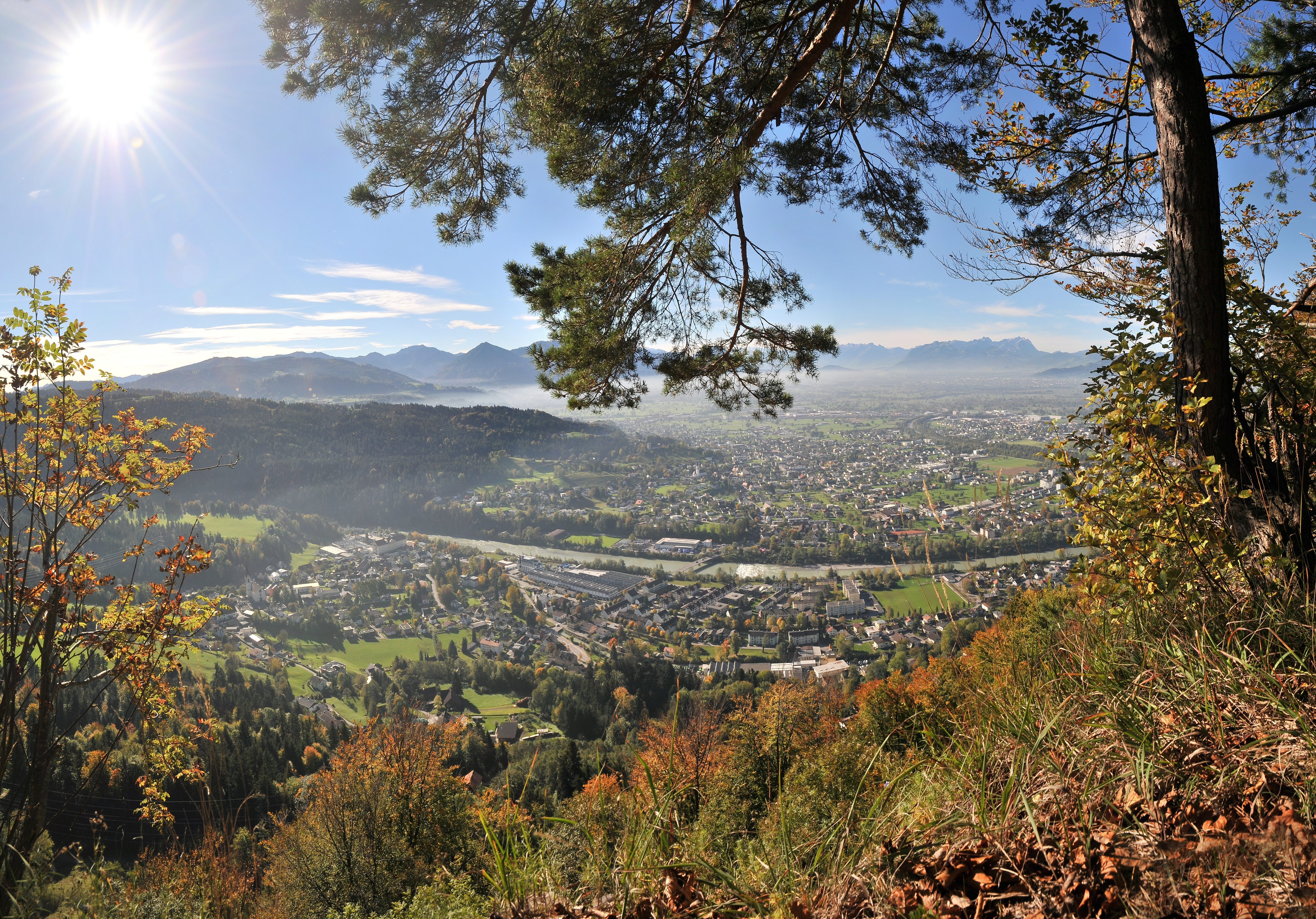
Blick vom Känzele

Die Gemeinde Kennelbach liegt südöstlich des Bodensees. Die Grenze im Süden bildet die Bregenzer Ach, die in einer Höhe von rund 430 Meter über dem Meer fließt. Nach Norden steigt das Land auf über 700 Meter an. Hier befinden sich die Känzelefelsen des Gebhardsberges, diese sind Ausläufer des Pfänderstocks.
Die Fläche der Gemeinde umfasst 3,2 Quadratkilometer. Davon sind 21 Prozent landwirtschaftliche Nutzfläche, 9 Prozent Gärten, 51 Prozent sind bewaldet und 8 Prozent entfallen auf Gewässer. Etwa 3 Prozent entfallen auf Gebäudeflächen.

### Gliederung
Es existieren keine weiteren Katastralgemeinden in Kennelbach.

### Nachbargemeinden
|           | Bregenz                                     |      |
| Lauterach | Kompassrose, die auf Nachbargemeinden zeigt |      |
|           | Wolfurt                                     | Buch |

## Geschichte
Die erste urkundliche Erwähnung stammt aus dem Jahr 1260, als Chanalbach (Kennelbach) als Lehensgut der Grafen von Montfort erwähnt wurde.
Die Habsburger regierten die Orte in Vorarlberg wechselnd von Tirol und Vorderösterreich (Freiburg im Breisgau) aus. Von 1805 bis 1814 gehörte der Ort zu Bayern, dann wieder zu Österreich. Zum österreichischen Bundesland Vorarlberg gehört Kennelbach seit der Gründung 1861. Kennelbach ist erst seit 1911 eine eigenständige Gemeinde, nachdem der Ort sich von der Gemeinde Rieden, die später zur Stadt Bregenz eingemeindet wurde, abgespalten hatte. Von 1938 bis 1946 verlor Kennelbach diese Eigenständigkeit allerdings wieder, als die Gemeinde unter den Nationalsozialisten gemeinsam mit Lochau, Eichenberg und Fluh zur Stadt Bregenz eingemeindet wurde. Erst mit dem Ende der Nationalsozialistischen Herrschaft und der Wiedererlangung der Österreichischen Souveränität kam die Verselbstständigung der eingemeindeten Gemeinden wieder auf den Plan und Kennelbach wurde gemeinsam mit zahlreichen anderen in der Zeit des Nationalsozialismus eingemeindeten Gemeinden wieder zur selbstständigen Gemeinde ernannt.
Im 19. Jahrhundert und in der ersten Hälfte des 20. Jahrhunderts war der Ort stark von der Industriellenfamilie Schindler und deren 1968 aufgelassener Baumwollspinnerei geprägt. Der ehemalige Sitz der Familie Schindler, die Villa Grünau, gehört seit 1992 der Gemeinde und ist Sitz der Gemeindeverwaltung. Der Ort war 1945 bis 1955 Teil der französischen Besatzungszone in Österreich.

### Bevölkerungsentwicklung
Der Ausländeranteil lag 2002 bei 13,3 Prozent.

## Kultur und Sehenswürdigkeiten
1952 wurde ein genossenschaftliches Eigenheimbauprojekt der Gemeinde unter Beteiligung der Textilfirma Schindler vom österreichischen Fotografen Stefan Kruckelhauser dokumentiert. Titel des Fotobuches ist „Ein Dorf wird“.
- Pfarrkirche hl. Josef
- Kapelle Mariahilf auf der Halde
- Bregenzerachschlucht: Im Südosten hat Kennelbach Anteil am „Natura 2000 Gebiet Bregenzerachschlucht“.

## Wirtschaft und Infrastruktur
Kennelbach war bis zum 19. Jahrhundert eine landwirtschaftlich geprägte Gemeinde. Dies änderte sich mit der Gründung der Textilwerke Jenny & Schindler im Jahre 1838. Heute ist Kennelbach eine Industriegemeinde mit Groß- und Kleinbetrieben.

### Wirtschaftssektoren
Von den 411 Erwerbstätigen des Produktionssektors arbeiteten 387 im Bereich Herstellung von Waren. Die wichtigsten Arbeitgeber des Dienstleistungssektors waren die Bereiche Information und Kommunikation (127), Handel (52) und soziale und öffentliche Dienste (51 Mitarbeiter, Stand 2011).
| Wirtschaftssektor            | Anzahl Betriebe | Anzahl Betriebe | Erwerbstätige | Erwerbstätige |
| Wirtschaftssektor            | 2011            | 2001            | 2011          | 2001          |
| ---------------------------- | --------------- | --------------- | ------------- | ------------- |
| Land- und Forstwirtschaft 1) | 12              | 15              | 4             | 2             |
| Produktion                   | 19              | 16              | 411           | 987           |
| Dienstleistung               | 84              | 46              | 294           | 127           |

1) Betriebe mit Fläche in den Jahren 2010 und 1999

### Ansässige Unternehmen
Der weltbekannte Ski- und Tennisschläger-Hersteller HEAD, unter anderem der Ski-Hersteller von Bode Miller und Hermann Maier.
Die Firma SUFAG, die Schneekanonen herstellt, wurde 1979 in Kennelbach gegründet. Das Unternehmen begann 2013 mit der schrittweisen Auslagerung der Produktion nach Schweden. 2015 wurden mit dem Produkt-Service und dem Ersatzteil-Versand die letzten Teile des Unternehmens ausgelagert. Neuer Österreich-Standort wurde Innsbruck.
Seit 2008 wird das frühere Gebäude der Bug Alu wieder reaktiviert. Die Produktionshalle wird seit Sommer 2008 vom internationalen Automobilzulieferer Faurecia für einen Teil der Produktion genutzt. Ende 2021 wurde das Werk geschlossen. Das Bürogebäude wurde komplett saniert und ist seit dem 24. Juli 2009 von ca. 270 Mitarbeitern des internationalen Logistikkonzerns Gebrüder Weiss benutzt.

### Verkehr

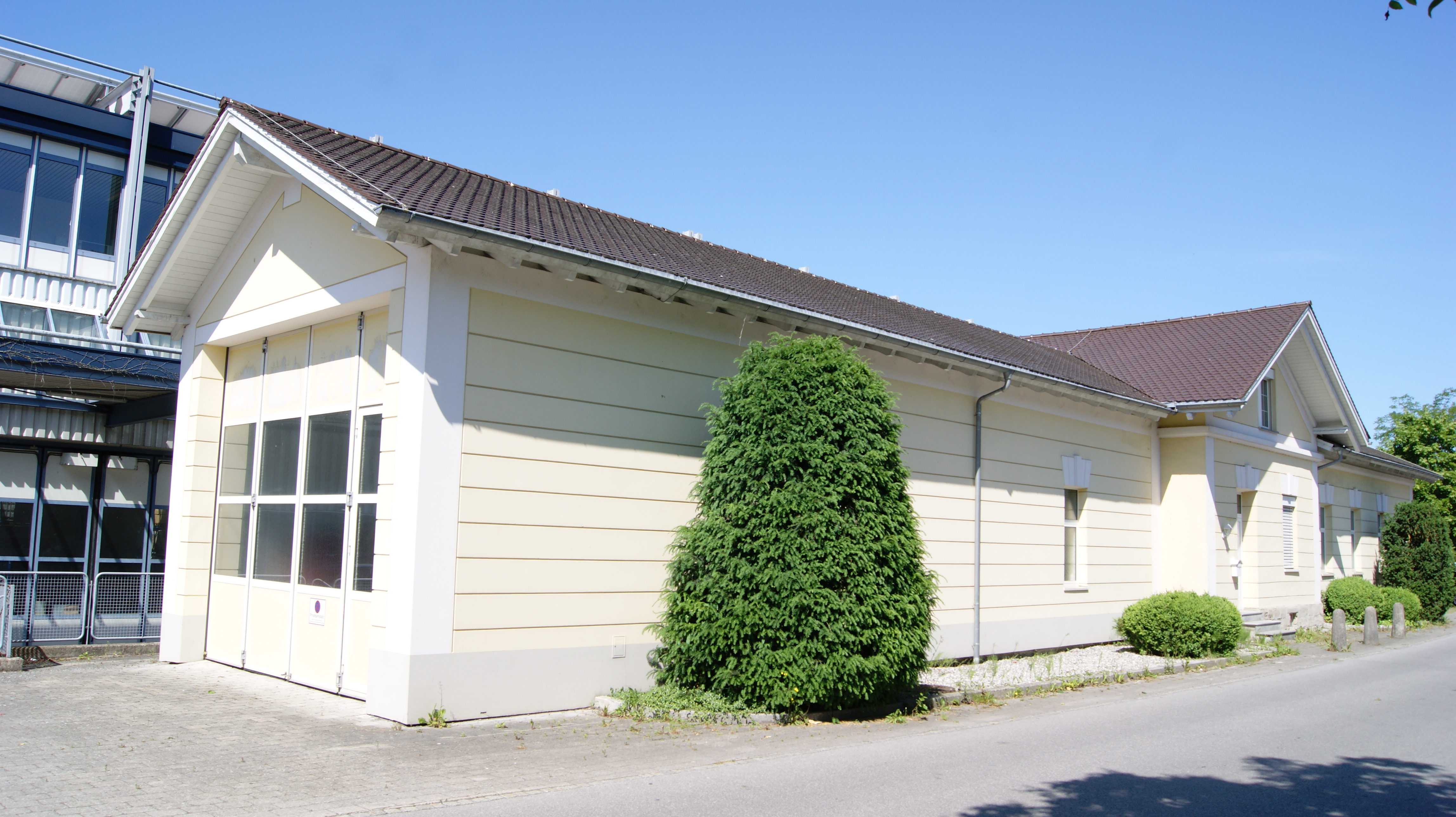
Das ehemalige Kennelbacher Bahnhofsgebäude, 2015

Kennelbach liegt an einer der zwei wichtigen Zufahrten zum Bregenzerwald, der Langener Straße (L 2). Im Westen von Kennelbach quert die Rheintal/Walgau Autobahn A14 die Bregenzer Ach. Der Knoten Bregenz liegt größtenteils im Gemeindegebiet. Von 1902 bis 1983 hatte Kennelbach ferner einen Bahnhof an der Bregenzerwaldbahn.

### Bildung
- Kindergarten
- Volksschule

Am Ort besuchen 63 Schüler die Volksschule (Stand: 2020/21).

## Politik

### Gemeindevertretung

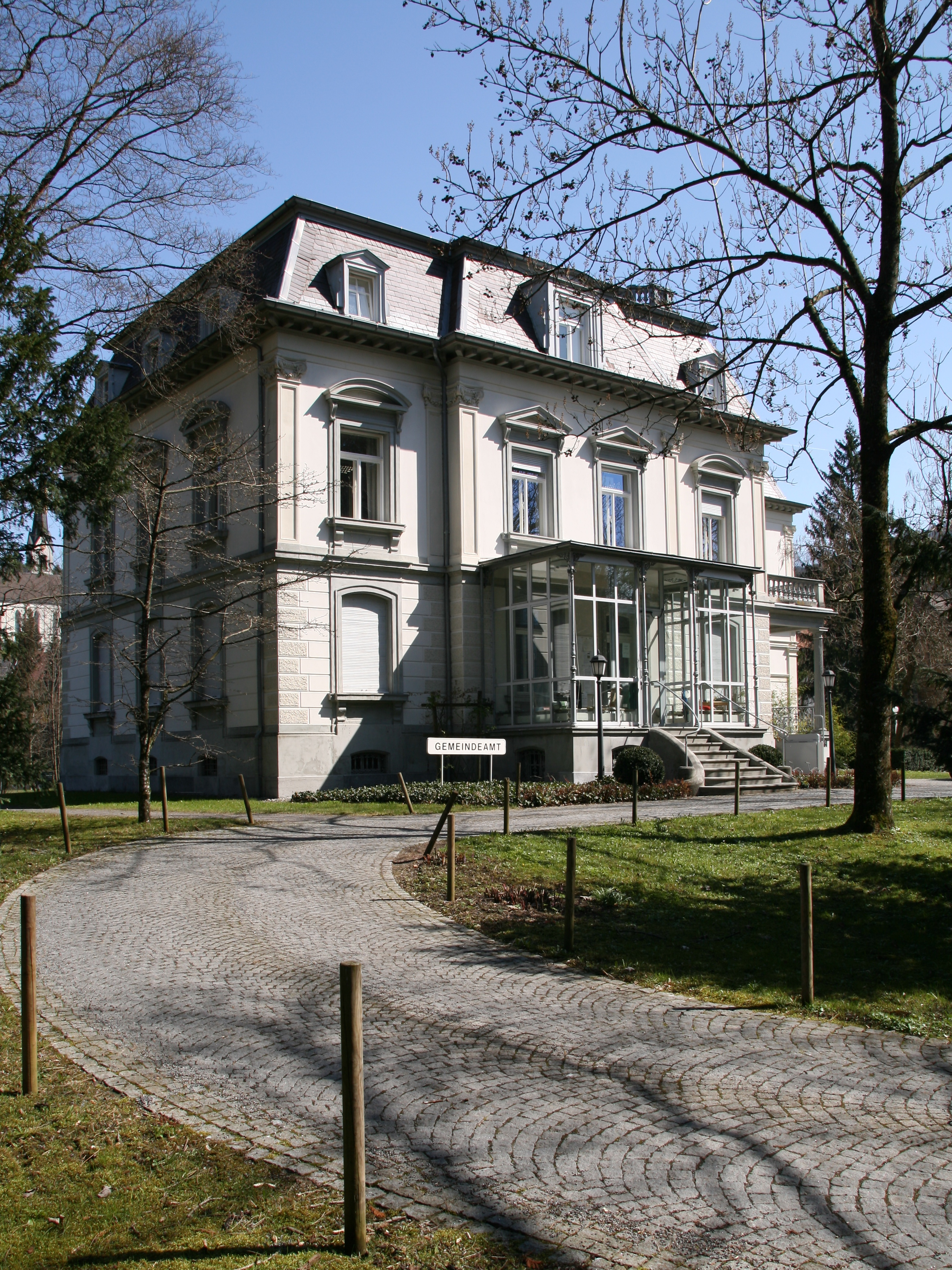
Die Villa Grünau wurde von der Gemeinde saniert und enthält neben Wohnungen auch das Gemeindeamt

In Vorarlberg wählen die Bürger alle fünf Jahre die Mitglieder der Gemeindevertretung durch Ankreuzen eines Listen-Wahlvorschlages bzw. durch Mehrheitswahl wenn kein Listenvorschlag vorliegt. Weiters den Bürgermeister durch Ankreuzen eines Wahlvorschlages.
Die Gemeindevertretung wählt in der konstituierenden Sitzung aus ihrer Mitte – sofern keine Wahl durch die Bürger zustande kam – gemäß § 61 Gemeindegesetz einen Bürgermeister und dann einen mindestens dreiköpfigen Gemeindevorstand. Die Zahl dieser „Gemeinderäte“ darf aber gemäß § 55 den vierten Teil der Zahl der Gemeindevertreter nicht übersteigen.
Der Bürgermeister führt den Vorsitz bei den generell öffentlichen Sitzungen der Gemeindevertretung, in denen kommunale Belange besprochen und Beschlüsse gefasst werden. Beobachter haben kein Mitspracherecht und kein Stimmrecht. Die Gemeindevertretung kann nach Bedarf Ausschüsse bestellen. Sitzungen des Gemeindevorstandes und der Ausschüsse sind nicht öffentlich.

#### Sitzverteilung nach den Wahlen
- Gemeindevertretungswahlen 1985: ÖVP 14, SPÖ 6, FPÖ 1.[12]
- Gemeindevertretungswahlen 1990: ÖVP 14, SPÖ 6, FPÖ 1.[13]
- Gemeindevertretungswahlen 1995: ÖVP 10, Dorfliste 6, SPÖ 4, FPÖ 1.[14]
- Gemeindevertretungswahlen 2000: ÖVP 14, SPÖ 5, FPÖ 2.[15]
- Gemeindevertretungswahlen 2005: ÖVP 12, MITEINANDER 5, FPÖ 1.[16]
- Gemeindevertretungswahlen 2010: ÖVP 14, Miteinander 3, FPÖ 1.[17]
- Gemeindevertretungswahlen 2015: Bürgermeister Hans Bertsch - Kennelbacher Volkspartei 18.[18]
- Gemeindevertretungswahlen 2020: Kennelbach gestalten! Team Peter Halder 18.[19]
- Gemeindevertretungswahlen 2025: Gemeinsam für Kennelbach 18.[20]

### Bürgermeister
bis 1947 in Bregenz eingemeindet
- 1947–1955 Michael Heinzle[21]
- 1955–1960 Josef Schmid[21]
- 1960–1970 Josef Mager[21]
- 1970–1995 Egon Sinz[21]
- 1995–2008 Reinhard Hagspiel (ÖVP)[21][22]
- 2008–2018 Hans Bertsch (ÖVP)[23]
- 2018–2021 Peter Halder (ÖVP)[23]
- 2021–2025 Irmgard Hagspiel (Kennelbach gestalten! Team Peter Halder)[24]
- seit 2025 Christoph Vogelmann (Gemeinsam für Kennelbach)[25][26]

### Gemeindewappen
Der Gemeinde wurde 1927 folgendes Wappen verliehen: Ein von Silber und blau gespaltener Schild. In dem rechten Felde erscheint abgeledigt ein vorwärts gewandter, brauner Hirschkopf mit einem zwölfendigen Geweih und nach links gerichtetem abgeschnittenem Halsansatz. Zwischen dem Geweih erscheint freischwebend die auf einer Wolke thronende Gestalt der Muttergottes mit gefalteten Händen, von denen ein goldener Rosenkranz herabhängt. Die Gestalt ist mit einem langen weißen Gewande und einem wallenden blauen Mantel bekleidet; ihr Haupt ist von einem goldenen Strahlenkranze umgeben. Das linke Feld wird von einem schräglinken silbernen Wellenbalken durchzogen.

### Städtepartnerschaften
- Scurelle, Italien

## Persönlichkeiten

### Söhne und Töchter der Gemeinde
- Anna Margaretha Schindler (1892–1929), Bildhauerin
- Hans Purin (1898–1989), Maler und Kunsterzieher
- August Sturm (1912–1990), Turner
- Artur Perotti (1920–1992), Architekt
- Egon Sinz (1928–2008), Politiker und Heimatforscher
- Kathina Kaiser (* 1945), Schauspielerin
- Lucas Bundschuh (* 1996), Fußballtorwart

### Mit der Gemeinde verbundene Persönlichkeiten
- Thomas Kaufmann (* 1965), Politiker (ÖVP) und Rechtsanwalt
- Friedrich Wilhelm Schindler (1856–1920), Unternehmer und Erfinder, verstarb in Kennelbach